# أب خوردة
أب‌ خوردة هي قرية في مقاطعة بيرانشهر، إيران. يقدر عدد سكانها بـ 203 نسمة بحسب إحصاء 2016.